# Cyklopropan
Cyklopropan er en cykloalkan med molekylformelen C3H6, bestående af tre kulstofatomer forbundet med hinanden og danner en ring. Hvert kulstofatom er forsynet med to brintatomer.
De bindinger mellem kulstofatomer er væsentligt svagere end i en typisk kulstof-kulstof-binding,  som giver samme eller større reaktivitet end alkener. Baeyers spændteori forklarer hvorfor: vinkelspænd fra 60° 's vinkelen mellem kulstofatomer (mindre end den normale vinkel på 109,5° for bindinger mellem atomer med SP3-hybridiserede orbitaler) reducerer sammensætningens kulstof-kulstof-bindings energi, hvilket gør det mere reaktiv end andre cykloalkaner såsom cyklohexan og cyklopentan. Molekylet bliver også lettere deformeret, grundet formørket kropsbygning af brintatomer. Det er noget stabiliseret af nogle PI-karakterer i sin karbon-karbon-bindinger, anført af Walsh-orbitalbeskrivelse som henviser til, at det er modelleret som en tre-centreret bindingsorbitalkombination af methylenkarbener. Bent-bindinger også beskriver også bindinger i cyklopropan.
Den mindste polycykliske forbindelse indeholder flere sammenvoksede cyklopropan-ringe. Tetrahedran indeholder fire sammensmeltede cyklopropan-ringe, som former en tetraeder. [1.1.1]Propellan indeholder tre cyklopropan-ringe, som deler en enkelt central kulstof-kulstof-binding.
Cyklopropan er et smertestillende middel, når det indåndes. Det er dog blevet erstattet af andre stoffer, på grund af dets ekstreme reaktivitet under normale omstændigheder: når gassen blandes med ilt er der en betydelig risiko for eksplosion.